# Bangalaia angolensis
Bangalaia angolensis är en skalbaggsart som beskrevs av Stefan von Breuning 1938. Bangalaia angolensis ingår i släktet Bangalaia och familjen långhorningar.
Artens utbredningsområde är Angola. Inga underarter finns listade.